# 日本消防会館
日本消防会館（にっぽんしょうぼうかいかん）は、東京都港区虎ノ門にある日本消防協会運営の建造物。

## 概要

### 初代
1959年に鉄筋コンクリート地上5階地下1階建ての初代ビルが建設され、下記の2代目ビルへの建て替えのため1980年に解体された。
東海ラジオの東京支社が1階に入居していた。
1975年にこの初代ビル内の会議室で第1回コミックマーケットが開催された。

### 2代目
1981年に森京介建築事務所設計で9階建てのビルが竣工した。老朽化が進んだことから、2019年に建て替えが決定し、2020年に解体が開始された。
貸し会議室
- 5階 大会議室（216 m2）
- 5階 第二会議室（68 m2）
- 5階 第三会議室（40 m2）
- 1階 第一会議室（66 m2）

ニッショーホール
ビル内に742席の多目的ホール「ニッショーホール（初代）」があった。建て替え工事にともない、2020年10月から2024年9月までは港区東新橋にあった「ヤクルトホール」を「ニッショーホール」と改称して運営していた。

### 3代目
建て替えが検討された時期に、隣接地で再開発の計画（虎ノ門ビジネスタワー）が持ち上がり、参加を検討したが、取得床が少ないことや消防殉職者慰霊碑を存置できるかが明確にならなかったことが要因となり、日本消防協会単独で建て替える方針に切り替わった。
地下2階地上14階建ての建築計画が決定し、2020年12月着工。2024年8月竣工。同年10月3日に第43回消防殉職者慰霊祭が新会館での初の公式行事として執り行われ、殉職者慰霊碑が屋上に設置された。

## アクセス
- 東京メトロ銀座線虎ノ門駅から徒歩5分
- 東京メトロ日比谷線虎ノ門ヒルズ駅から徒歩1分